# Olmsted Subdivision Historic District
Unter der Bezeichnung Olmsted Subdivision Historic District ist ein rund 49 ha großes Gebiet der Stadt Swampscott im Bundesstaat Massachusetts der Vereinigten Staaten im National Register of Historic Places (NRHP) eingetragen. Der vorwiegend Wohnbebauung aufweisende Bereich, der sich an dem 1888 durch das Unternehmen von Frederick Law Olmsted definierten Straßenlayout orientiert, wurde 2002 als Historic District mit insgesamt 554 Contributing Properties in das Verzeichnis aufgenommen.

## Beschreibung
Das Gebiet liegt im Zentrum von Swampscott, nördlich und westlich der Fischersiedlung aus der Mitte des 19. Jahrhunderts. Die große Parzelle von etwa 50 ha wurde in diesem Zeitraum von Enoch Redington Mudge als Landgut angelegt und später von seinen Erben unterteilt. Das Gebiet zeichnet sich durch eine abwechslungsreiche Topografie aus, und bei der Planung wurden überwiegend geschwungene Straßenverläufe verwendet, um die attraktiven Aussichten voll auszunutzen.
Die Häuser stehen auf kleinen und mittelgroßen Grundstücken, von denen die meisten von weitläufigen Grünflächen umgeben sind, die für eine klassische Vorstadtsiedlung charakteristisch sind. Dieses Gebiet mit insgesamt 387 Grundstücken umfasst Gebäude, die hauptsächlich in den dreißig Jahren nach der Anlage des Parzellenplans errichtet wurden. Im Rahmen des NRHP-Eintrags wurden 554 Gebäude sowie einige weitere Objekte als zur historischen Bedeutung beitragend (Contributing Property) eingestuft.
Obwohl es einige Zwei- und Dreifamilienhäuser gibt, handelt es sich bei der überwiegenden Mehrheit um Einfamilienhäuser, von denen die meisten eine moderate Größe haben und gut erhalten sind. Darüber hinaus gibt es in dem Gebiet einige sehr große Häuser, die mit denen in den Sommerfrischegebieten der Stadt vergleichbar sind. Eine Handvoll öffentlicher und institutioneller Gebäude befindet sich in dem Gebiet, entsprechend seinem hohen Status und seiner zentralen Lage innerhalb der größeren Stadt, darunter das heutige Rathaus, die öffentliche Bibliothek, das Postamt, drei Kirchen und die Odd Fellows Hall. Obwohl das Gebiet historisch stets von Wohnhäusern geprägt war, haben einige wenige Geschäfte ihre Spuren hinterlassen.
Der Olmsted-Straßenplan wurde zwar in einigen Punkten verändert, und auch die Grundstücke wurden in größerem Umfang umgestaltet, doch ist das Gebiet ein außergewöhnlich gut erhaltenes Beispiel für einen Vorort der oberen Mittelschicht und der Mittelklasse, in dem die beliebtesten Haustypen der Region in einer symbolträchtigen und malerischen Landschaft zu finden sind.

## Historische Bedeutung
Der Olmsted Subdivision Historic District ist ein Wohnviertel in Swampscott, Essex County, Massachusetts, dessen Grundriss und Straßensystem 1888 von der Firma Olmsted entworfen und in den folgenden vier Jahrzehnten hauptsächlich mit Einfamilienhäusern bebaut wurde. Ursprünglich war das Gebiet Mitte des 19. Jahrhunderts von Enoch Reddington Mudge als Landsitz erschlossen worden, doch nach seinem Tod 1881 gründeten seine Erben den Swampscott Land Trust, beauftragten das Büro Olmsted mit der Planung ihrer Parzelle und begannen mit dem Verkauf der Grundstücke. Diese Parzelle und die westlich davon gelegene Parzelle von Mudges Partner Charles Stetson waren groß genug, um eine Ära beispiellosen Wachstums für die Stadt einzuleiten. Indem sie die Ausdehnung des Dorfes so stark vergrößerten, trugen sie schon früh zur Entstehung der dichten Wohnlandschaft von Swampscott bei. Die Geschichte des Olmsted Subdivision Historic District konzentriert sich auf zwei Phasen seiner Entwicklung: zum einen auf den Bau seines wichtigsten Merkmals, der Straßenführung, der Topografie und der Grundstücksgrenzen, die von Frederick Law Olmsteds Designbüro entworfen wurden, und zum anderen auf seine spätere Entwicklung als Wohnviertel für die Elite und die Mittelschicht.
Landschaftlich können noch heute die drei prägenden Säulen der Stadtgeschichte identifiziert werden: Die frühen Jahre als Fischerdorf, die Beliebtheit als Sommerfrische und die Lage als Vorort mit guten Verkehrsanbindungen an Boston, Salem und Lynn. In dieser Landschaft sind frühe Ressourcen aus der Kolonialzeit und der frühen nationalen Periode sehr selten. Eine beträchtliche Anzahl der heute noch bestehenden Bauwerke entstand erst in der Mitte des 19. Jahrhunderts, wurde aber bald durch die Überlagerung mit Wohnbauten des späten 19. Jahrhunderts verdrängt. Diese historischen Ereignisse haben eine Landschaft entstehen lassen, die durch den Kontrast zwischen sehr kleinen und außergewöhnlich großen Wohnhäusern gekennzeichnet ist.
Erstere wurden mit der Fischerei und den Pendlern zu den Schuhmanufakturen und Elektrizitätswerken in Verbindung gebracht, die in der Regel in dicht bebauten Wohngebieten lagen. Letztere waren mit den elitären Sommerfrischlern und den wohlhabenden Managern verbunden und befanden sich auf weitaus größeren Grundstücken. Darüber liegt eine Schicht von Vorstadtwohnungen, die in der Regel mittelgroß sind und auf einheitlichen Grundstücken stehen, die bis zur Mitte des 20. Jahrhunderts bebaut wurden. Der Historic District ist ein herausragender Teil dieser Landschaft, da er sowohl die Siedlungen der städtischen Elite als auch der Mittelschicht repräsentiert und ein Beispiel für die Phasen dieser Entwicklung im späten 19. und frühen 20. Jahrhundert ist.
Die Firma Olmsted übernahm dieses Projekt 1884 für den Swampscott Land Trust unter der Auftragsnummer 1053 und führte im Laufe der folgenden Jahrzehnte weitere Projekte in der Stadt für lokale Auftraggeber aus, darunter die städtische Parkkommission, den Tedesco Country Club und neun private Kunden. Eine Reihe von Plänen und Dokumenten zu diesem Projekt befinden sich in Fairsted in Brookline, wo ein Großteil des Archivs der Firma Olmsted aufbewahrt wird. Neben dem oben beschriebenen Bestandsplan enthält die Sammlung eine Reihe von Bau- und Bepflanzungsplänen, die einen Teil des Planungsprozesses für die Unterteilung skizzieren. Der Gesamtplan mit einem zentralen, formalen Bereich, der von Parzellen umgeben ist, stand von Anfang an fest, und mehrere Skizzen zeigen Anpassungen der ersten Ideen. Eine Lithographie des Grundrisses wurde sowohl potenziellen Investoren als auch den am Projekt beteiligten Arbeitern zur Verfügung gestellt.
Der Swampscott Land Trust hatte einen Trend in der Entwicklung der Stadt erkannt, als sich die Stadt vom Fischerdorf und Sommerresort zum Pendlervorort wandelte. Als ihr Ruf als Sommerresort wuchs, machten die Nähe der expandierenden Städte Lynn und Salem sowie die Zugverbindung nach Boston das Gebiet für Pendler interessant. 1881 erreichte den Ort eine Straßenbahnlinie von Lynn kommend, die 1884 bis Marblehead verlängert wurde und entlang der Burrill und Humphrey Street verläuft. Einige der reichen Landbesitzer fuhren täglich oder wöchentlich von Swampscott zur Arbeit, und die bequeme Pendelstrecke veranlasste sie, sich niederzulassen oder ihre Besitztümer aufzuteilen, um andere Siedler anzuziehen und von ihnen zu profitieren. Dies traf insbesondere in Zeiten des Generationswechsels zu, als jüngere Eigentümer sich oft dafür entschieden, ihr gesamtes oder Teile ihres Familienlandes zu bebauen. In diese neu aufgeteilten Gebiete zog die wachsende Mittelschichtbevölkerung der Stadt. Das Wachstum der Stadt als Pendlervorort mit guten Straßenbahn- und Bahnverbindungen brachte große Veränderungen in der Beschäftigungsstruktur mit sich, da die Mehrheit der Männer aus Swampscott im benachbarten Lynn und anderen Städten beschäftigt war.
Der Neubau von Häusern in der Gegend verlangsamte sich in der Mitte und Ende des 20. Jahrhunderts, als sich das Gebiet veränderte, und nur eine Handvoll Häuser wurden nach dem Ende der bedeutenden Periode hinzugefügt. Einige wurden auf den wenigen freien Grundstücken gebaut, die in der Gegend noch übrig waren, aber die größte Ansammlung entstand, als das sehr große Grundstück des Sprague-Anwesens aufgeteilt wurde. Es handelt sich im Wesentlichen um Ranchhäuser sowie Häuser im Kolonialstil. Darüber hinaus gingen im selben Zeitraum nur eine Handvoll Häuser verloren, darunter die Ames- und Chick-Häuser am Fuß der Monument Road im Jahr 1972 und eine Handvoll anderer Häuser in der Gegend.
In gewisser Weise war der Verlust dieser beiden Häuser der Auslöser für die Erhaltungsmaßnahmen in Swampscott. Der Plan eines Bauunternehmers, auf einem Grundstück im Distrikt vierzig Eigentumswohnungen zu errichten, veranlasste die Stadt, das Land zu kaufen und es als Park zu erhalten. Das Elihu Thomson House wurde 1976 zu einer National Historic Landmark ernannt, und in den folgenden zwei Jahrzehnten wurden drei weitere wichtige Gebäude in das National Register of Historic Places aufgenommen: das Swampscott Fish House, das Swampscott Railroad Depot und das Sir John Humphreys House.